# Evi Mittermaier
Evi Mittermaier-Brundobler (* 16. Februar 1953 in München) ist eine ehemalige deutsche Skirennläuferin. Sie gehörte in der zweiten Hälfte der 1970er-Jahre zu den besten Abfahrerinnen, gewann zwei Weltcuprennen und wurde einmal Deutsche Meisterin. Sie ist die jüngere Schwester der 2023 verstorbenen Doppelolympiasiegerin Rosi Mittermaier und von Heidi Mittermaier, die ebenfalls Skirennläuferinnen waren.

## Biografie
Mitte der 1970er-Jahre gelang Mittermaier nach mehreren Verletzungen der Anschluss an die Weltspitze. Bei den Weltmeisterschaften 1974 in St. Moritz belegte sie den 14. Platz in der Abfahrt und knapp ein Jahr später gewann sie am 24. Januar 1975 mit Platz sieben in der Abfahrt von Innsbruck die ersten Punkte im Weltcup. Eine Woche darauf erreichte sie als Neunte der Kombination von Chamonix ihr bestes Weltcupresultat in dieser Disziplin. Der Durchbruch gelang ihr in der Saison 1975/76, als sie am 16. Dezember 1975 in Cortina d’Ampezzo als erste Deutsche eine Abfahrt im Skiweltcup gewinnen konnte. Zwölf Tage zuvor hatte sie in Val-d’Isère ihre ersten Weltcuppunkte im Riesenslalom geholt.
Bei den Olympischen Winterspielen 1976 in Innsbruck, die zugleich auch als Weltmeisterschaften gewertet wurden, fuhr die 22-Jährige auf Platz 13 in der Abfahrt und auf Rang acht im Riesenslalom. Dabei stand sie jedoch wie schon oft zuvor ganz im Schatten ihrer Schwester Rosi, die zwei Gold- und eine Silbermedaille gewann. Am Ende des Winters erzielte sie mit Platz fünf im Riesenslalom von Mont Sainte-Anne ihr bestes Weltcupergebnis in dieser Disziplin.
Nach dem Rücktritt ihrer Schwester Rosi war Evi Mittermaier in der Saison 1976/77 die erfolgreichste Deutsche im Skiweltcup. Ihre besten Resultate erzielte sie ab diesem Winter ausschließlich in der Abfahrt. Mit drei zweiten Plätzen in den letzten drei Saisonrennen erreichte sie den vierten Rang im Abfahrtsweltcup und mit Platz elf ihr bestes Ergebnis im Gesamtweltcup. Im folgenden Winter feierte sie am 18. Januar 1978 bei den Silberkrugrennen in Bad Gastein ihren zweiten Weltcupsieg und erreichte mit weiteren zwei Podestplätzen erneut den vierten Rang im Abfahrtsweltcup. Bei den Weltmeisterschaften 1978 in Garmisch-Partenkirchen belegte sie Platz sechs in der Abfahrt.
Im Winter 1978/79 erreichte Mittermaier in den Abfahrten von Val-d’Isère und Les Diablerets jeweils den zweiten Platz und damit ihre letzten Podestplätze. Mit dem sechsten Rang im Abfahrtsweltcup war sie zum dritten Mal in Folge die beste deutsche Abfahrerin. In der Saison 1979/80 erreichte sie noch in fünf der sieben Abfahrten Top-10-Ergebnisse, wobei sie im Januar als jeweils Siebente in den beiden Abfahrten von Pfronten die letzten Weltcuppunkte gewann. Ihr letztes Großereignis waren die Olympischen Winterspiele 1980 in Lake Placid, wo sie zeitgleich mit der Schweizerin Doris De Agostini den 17. Abfahrtsrang belegte. 1980 beendete Evi Mittermaier ihre Karriere. 1990 sagte sie als Technische Delegierte des FIS per Stichentscheid ein Damen-Weltcuprennen im Super-G in Kitzbühel ab, das zum 50. Jubiläum des Skiklub Kitzbühel veranstaltet werden sollte. Später arbeitete sie als Skitrainerin und Pressesprecherin des Skiverbandes Chiemgau.

## Persönliches
Evi Mittermaier ist mit einem Arzt verheiratet und hat drei Kinder (* 1985, 1986 und 1991).

## Erfolge

### Olympische Winterspiele
- Innsbruck 1976: 8. Riesenslalom, 13. Abfahrt
- Lake Placid 1980: 17. Abfahrt

### Weltmeisterschaften
- St. Moritz 1974: 14. Abfahrt
- Innsbruck 1976: 8. Riesenslalom, 13. Abfahrt
- Garmisch-Partenkirchen 1978: 6. Abfahrt
- Lake Placid 1980: 17. Abfahrt

### Weltcup
- Saison 1975/76: 8. Abfahrtsweltcup
- Saison 1976/77: 4. Abfahrtsweltcup
- Saison 1977/78: 4. Abfahrtsweltcup
- Saison 1978/79: 6. Abfahrtsweltcup
- Saison 1979/80: 9. Abfahrtsweltcup

9 Podestplätze, davon 2 Siege:
| Datum             | Ort               | Land       | Disziplin |
| ----------------- | ----------------- | ---------- | --------- |
| 16. Dezember 1975 | Cortina d’Ampezzo | Italien    | Abfahrt   |
| 18. Januar 1978   | Bad Gastein       | Österreich | Abfahrt   |

### Europacup
- Saison 1977/78: 3. Abfahrtswertung

### Deutsche Meisterschaften
- Deutsche Meisterin im Abfahrtslauf 1976